# Cerro Gordo (Moca)
Cerro Gordo es un barrio ubicado en el municipio de Moca en el estado libre asociado de Puerto Rico. En el Censo de 2010 tenía una población de 2478 habitantes y una densidad poblacional de 139,9 personas por km².

## Geografía
Cerro Gordo se encuentra ubicado en las coordenadas 18°20′6″N 67°4′59″O / 18.33500, -67.08306. Según la Oficina del Censo de los Estados Unidos, Cerro Gordo tiene una superficie total de 17.71 km², que corresponden a tierra firme.

## Demografía
Según el censo de 2010, había 2478 personas residiendo en Cerro Gordo. La densidad de población era de 139,9 hab./km². De los 2478 habitantes, Cerro Gordo estaba compuesto por el 90.64% blancos, el 2.66% eran afroamericanos, el 0.08% eran amerindios, el 4.68% eran de otras razas y el 1.94% pertenecían a dos o más razas. Del total de la población el 99.07% eran hispanos o latinos de cualquier raza.